# Färöische Fußballmeisterschaft der Frauen 2022
Die Färöische Fußballmeisterschaft der Frauen 2022 war die 38. Saison der höchsten färöischen Fußballliga der Frauen. Die Liga heißt offiziell Betrideildin nach dem Hauptsponsor Betri Banki. Sie startete am 20. März 2022 mit dem Spiel zwischen TB/FC Suðuroy/Royn und Víkingur Gøta und endete am 22. Oktober 2022.
Aufsteiger TB/FC Suðuroy/Royn war der 32. Teilnehmer seit dem Beginn der höchsten Spielklasse. Meister wurde Titelverteidiger KÍ Klaksvík, die den Titel somit zum vierten Mal in Folge und zum 22. Mal insgesamt erringen konnten.
Im Vergleich zur Vorsaison verbesserte sich die Torquote auf 4,75 pro Spiel, was den höchsten Schnitt seit 2015 bedeutete. Den höchsten Sieg erzielte NSÍ Runavík durch ein 17:0 im Gastspiel gegen TB/FC Suðuroy/Royn am dreizehnten Spieltag, was zugleich das torreichste Spiel darstellte.

## Modus
In der Betrideildin spielte jede Mannschaft an 21 Spieltagen jeweils drei Mal gegen jede andere. Die punktbeste Mannschaft am Saisonende stand als Meister dieser Liga fest.

## Saisonverlauf
EB/Streymur/Skála sowie KÍ Klaksvík gewannen jeweils ihre ersten drei Spiele. Im direkten Duell am vierten Spieltag setzte sich KÍ im Heimspiel mit 3:1 gegen EBS/Skála durch. Nach der 0:2-Heimniederlage von EBS/Skála gegen NSÍ Runavík am achten Spieltag wuchs der Abstand zu KÍ Klaksvík auf vier Punkte an. Am elften Spieltag kam es zum Rückspiel, bei dem sich EB/Streymur/Skála mit 1:0 durchsetzen konnte. Dies sollte die einzige Niederlage für den Spitzenreiter bleiben. EBS/Skála hingegen verlor die nächsten fünf Partien in Folge, darunter auch 0:3 bei KÍ am 16. Spieltag. Die Meisterschaft stand schließlich am 19. Spieltag nach einem 4:0-Auswärtssieg von KÍ Klaksvík gegen Víkingur Gøta fest.

## Tabelle
| Pl. | Verein                 | Sp. | S  | U | N  | Tore    | Diff. | Punkte |
| --- | ---------------------- | --- | -- | - | -- | ------- | ----- | ------ |
| 1.  | KÍ Klaksvík (M)        | 21  | 16 | 4 | 1  | 065:100 | +55   | 52     |
| 2.  | NSÍ Runavík (P)        | 21  | 12 | 4 | 5  | 073:220 | +51   | 40     |
| 3.  | HB Tórshavn            | 21  | 12 | 1 | 8  | 058:270 | +31   | 37     |
| 4.  | B36 Tórshavn           | 21  | 9  | 4 | 8  | 053:300 | +23   | 31     |
| 5.  | Víkingur Gøta          | 21  | 8  | 4 | 9  | 060:360 | +24   | 28     |
| 6.  | EB/Streymur/Skála      | 21  | 8  | 4 | 9  | 042:330 | +9    | 28     |
| 7.  | 07 Vestur              | 21  | 7  | 3 | 11 | 045:470 | −2    | 24     |
| 8.  | TB/FC Suðuroy/Royn (N) | 21  | 0  | 0 | 21 | 003:194 | −191  | 0      |

| (N) | Neu/Aufsteiger   |
| (M) | Meister 2021     |
| (P) | Pokalsieger 2021 |

## Spiele und Ergebnisse
| Verein             | 07  | 07  | B36   | B36 | EBS/Skála | EBS/Skála | HB    | HB  | KÍ    | KÍ  | NSÍ   | NSÍ | TB/FCS/Royn | TB/FCS/Royn | Vík   | Vík |
| ------------------ | --- | --- | ----- | --- | --------- | --------- | ----- | --- | ----- | --- | ----- | --- | ----------- | ----------- | ----- | --- |
| 07 Vestur          |     |     | 1:1   |     | 1:2       | 2:1       | 0:2   | 1:2 | 1:4   |     | 0:2   |     | 14:00       |             | 1:0   | 3:3 |
| B36 Tórshavn       | 0:5 | 4:0 |       |     | 1:0       |           | 1:2   |     | 0:1   |     | 2:0   | 1:1 | 10:00       | 6:0         | 3:1   |     |
| EB/Streymur/Skála  | 1:3 |     | 2:2   | 1:1 |           |           | 2:0   | 1:3 | 1:0   |     | 0:2   |     | 7:0         |             | 2:1   | 2:2 |
| HB Tórshavn        | 3:1 |     | 1:3   | 1:2 | 3:1       |           |       |     | 1:2   | 0:1 | 2:0   | 0:2 | 11:00       | 6:0         | 3:0   |     |
| KÍ Klaksvík        | 2:0 | 1:1 | 1:0   | 2:0 | 3:1       | 3:0       | 1:1   |     |       |     | 1:1   |     | 14:00       |             | 2:1   |     |
| NSÍ Runavík        | 4:1 | 7:0 | 4:2   |     | 1:3       | 5:1       | 4:2   |     | 0:0   | 1:3 |       |     | 11:00       | 7:0         | 1:1   |     |
| TB/FC Suðuroy/Royn | 1:3 | 1:6 | 00:10 |     | 00:10     | 0:4       | 00:12 |     | 00:11 | 0:6 | 00:17 |     |             |             | 00:16 | 1:2 |
| Víkingur Gøta      | 6:1 |     | 4:3   | 3:1 | 0:0       |           | 2:3   | 3:0 | 1:3   | 0:4 | 0:3   | 3:0 | 11:00       |             |       |     |

## Torschützenliste
Bei gleicher Anzahl von Treffern sind die Spielerinnen nach dem Nachnamen alphabetisch geordnet.
| Platz | Spieler             | Mannschaft        | Tore |
| ----- | ------------------- | ----------------- | ---- |
| 1     | Heidi Sevdal        | NSÍ Runavík       | 25   |
| 2     | Jensa Tórolvsdóttir | Víkingur Gøta     | 21   |
| 3     | Stefani Cabral      | NSÍ Runavík       | 15   |
| 3     | Livyan Silva        | B36 Tórshavn      | 15   |
| 5     | Emma Hansdóttir     | B36 Tórshavn      | 14   |
| 6     | Lea Lisberg         | EB/Streymur/Skála | 13   |
| 6     | Tóra Mohr           | KÍ Klaksvík       | 13   |
| 8     | Durita Hummeland    | KÍ Klaksvík       | 12   |
| 8     | Evelin Mastropasqua | 07 Vestur         | 12   |
| 10    | Kára Djurhuus       | EB/Streymur/Skála | 10   |
| 10    | Ansy Jakobsen       | NSÍ Runavík       | 10   |
| 10    | Carol Silva         | 07 Vestur         | 10   |

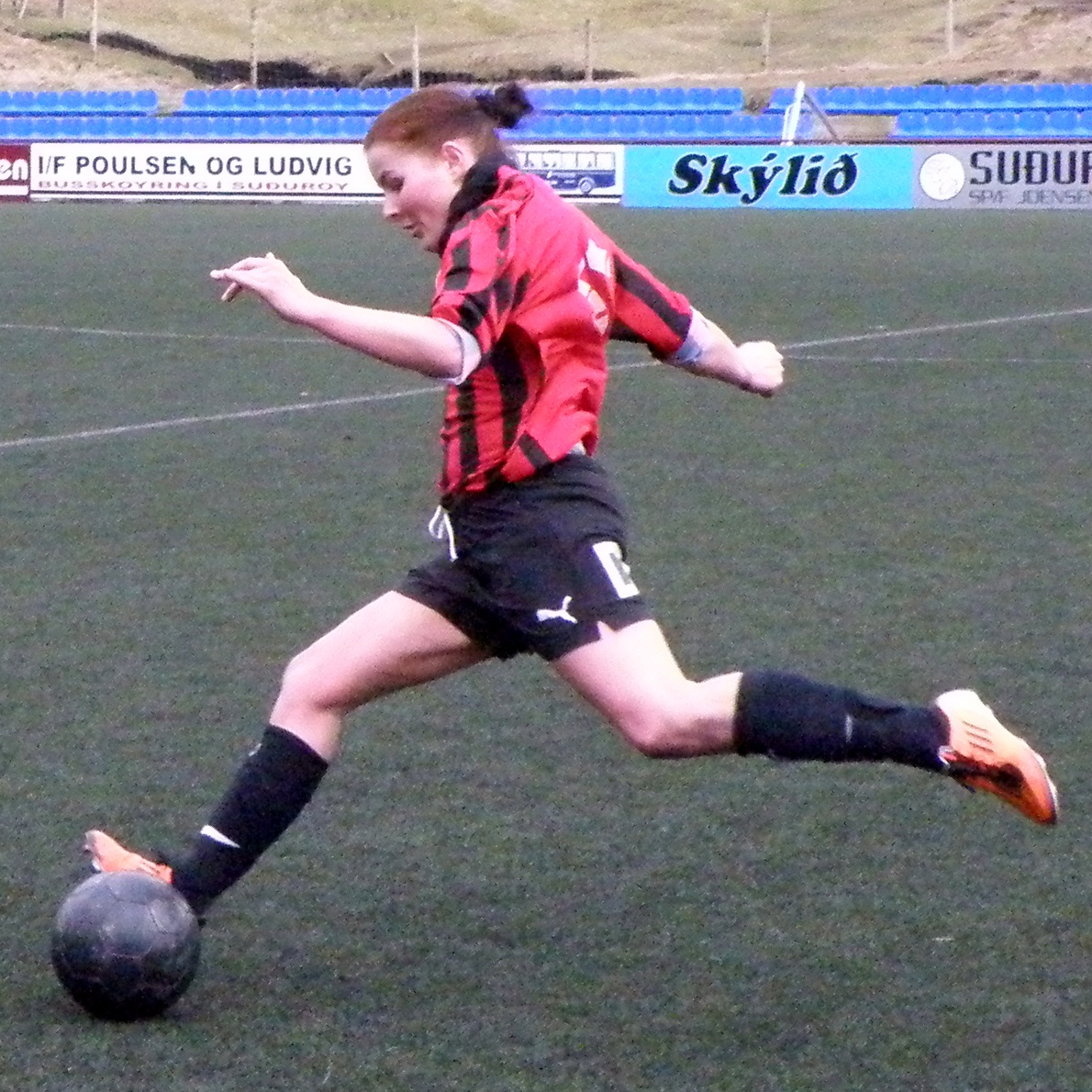
Torschützenkönigin Heidi Sevdal

Dies war nach 2013, 2014, 2015, 2017, 2018, 2019 und 2021 der achte Titel für Heidi Sevdal.

## Trainer
| Mannschaft         | Trainer                | Spieltage |
| ------------------ | ---------------------- | --------- |
| 07 Vestur          | Albert Ellefsen        | 01–21     |
| B36 Tórshavn       | Tummas Djurhuus        | 01–21     |
| EB/Streymur/Skála  | Símun Eliasen          | 01–21     |
| HB Tórshavn        | Jan Laursen            | 01–18     |
| HB Tórshavn        | John Eystberg          | 19–21     |
| KÍ Klaksvík        | Jens Christer Wedeborg | 01–21     |
| NSÍ Runavík        | Poul Poulsen           | 01–21     |
| TB/FC Suðuroy/Royn | Jón Pauli Olsen        | 01–21     |
| Víkingur Gøta      | Súni Olsen             | 01–21     |

Nur HB Tórshavn wechselte den Trainer aus, dies hatte jedoch keine Auswirkungen auf die Tabellenposition.

## Spielstätten
| Mannschaft         | Stadion              | Spielort     |
| ------------------ | -------------------- | ------------ |
| 07 Vestur          | Á Dungasandi         | Sørvágur     |
| B36 Tórshavn       | Gundadalur (8)       | Tórshavn     |
| B36 Tórshavn       | Tórsvøllur (2)       | Tórshavn     |
| EB/Streymur/Skála  | í Hólmanum (5)       | Eiði         |
| EB/Streymur/Skála  | Undir Mýruhjalla (5) | Skála        |
| HB Tórshavn        | Gundadalur (8)       | Tórshavn     |
| HB Tórshavn        | Tórsvøllur (3)       | Tórshavn     |
| KÍ Klaksvík        | Við Djúpumýrar       | Klaksvík     |
| NSÍ Runavík        | Við Løkin (9)        | Runavík      |
| NSÍ Runavík        | Tofta Leikvøllur (1) | Toftir       |
| NSÍ Runavík        | Undir Mýruhjalla (1) | Skála        |
| TB/FC Suðuroy/Royn | Á Eiðinum (4)        | Vágur        |
| TB/FC Suðuroy/Royn | Við Stórá (7)        | Trongisvágur |
| Víkingur Gøta      | Sarpugerði           | Norðragøta   |

## Schiedsrichter
Folgende Schiedsrichter, darunter jeweils einer aus Island, Dänemark, Rumänien und Norwegen, leiteten die 84 ausgetragenen Erstligaspiele:
| Name                      | Stammverein     | Spiele |
| ------------------------- | --------------- | ------ |
| David Waag Sjóstein       | KÍ Klaksvík     | 12     |
| Høgni Madsen              | –               | 09     |
| Annfinn Hjaltalin         | –               | 05     |
| Jonn Sólheim Thomsen      | ÍF Fuglafjørður | 05     |
| Jón Tór Baldvinsson       | B71 Sandur      | 04     |
| Ronni Grandal             | FC Hoyvík       | 04     |
| Arthur Højgaard           | B68 Toftir      | 04     |
| Lars Müller               | Royn Hvalba     | 04     |
| Árni Brandsson Petersen   | KÍ Klaksvík     | 04     |
| Stephan Petursson         | FC Hoyvík       | 04     |
| Jógvan Breckman           | Undrið FF       | 03     |
| Nicusor Cristian Matica   | –               | 03     |
| Niklas Petersen           | HB Tórshavn     | 03     |
| Heini Viðoy               | Undrið FF       | 03     |
| Páll Augustinussen        | FC Suðuroy      | 02     |
| Áki Leitisstein Hansen    | FC Hoyvík       | 02     |
| Petur Páll Winther Hentze | Víkingur Gøta   | 02     |
| Jákup Øssursson Mohr      | ÍF Fuglafjørður | 02     |
| Rani Andrasson Skaalum    | Undrið FF       | 02     |

Weitere sieben Schiedsrichter leiteten jeweils ein Spiel.

## Die Meistermannschaft
In Klammern sind die Anzahl der Einsätze sowie die dabei erzielten Tore genannt.
| 1. | KÍ Klaksvík |
|    | Rannvá Andreasen (18/5) \| Maria Biskopstø (10/3) \| Anitha á Dalinum (2/0) \| Marjun Hjelm (3/1) \| Durita Hummeland (20/12) \| Liljan Jacobsen (1/0) \| Óluva Joensen (20/1) \| Tórunn Joensen (19/2) \| Vár Johannesen (18/0) \| Maria Johansen (8/1) \| Malena Josephsen (4/1) \| Eyðvør Klakstein (19/5) \| Jancy Mohr (20/1) \| Tóra Mohr (20/13) \| Hervør Olsen (19/6) \| Malena Olsen (19/6) \| Jórun Patawary (17/2) \| Ragna Patawary (9/0) \| Birita Ryan (21/1) \| Lóa Samuelsen (17/0) \| Sanna Svarvadal (20/3) \| Fanni Kata Turi (2/0) \| Elspa Maria Zachariassen (7/0) ohne Einsatz: Rúna Bjartalíð - Trainer: Jens Christer Wedeborg |

## Nationaler Pokal
Im Landespokal gewann Meister KÍ Klaksvík mit 2:1 gegen HB Tórshavn und erreichte dadurch das Double.

## Europapokal
2022/23 spielte KÍ Klaksvík als Meister des Vorjahres in der ersten Runde der UEFA Women’s Champions League und verlor gegen FC Zürich (Schweiz) mit 0:6. Das Spiel um Platz 3 wurde mit 1:2 gegen SFK Rīga (Lettland) verloren.